# Ratzenberg (Frankenwald)
Der Ratzenberg bei Lauenstein (Ludwigsstadt) ist ein 678 m ü. NHN hoher Berg des Frankenwalds und war schon von alters her Grenzregion des oberfränkischen Landkreises Kronach in Bayern zum  Thüringer Schiefergebirge im Landkreis Saalfeld-Rudolstadt, Thüringen (Deutschland). 

## Geographie und Geologie
Der Ratzenberg liegt in unmittelbarer Nähe der gemeinden Probstzella (NO), Gräfenthal (NW), Lichtenhain (SW) und Lauenstein (Ludwigstadt) (SO) im Naturpark Frankenwald unmittelbar an der Grenze zum Naturpark Thüringer Wald. Er gilt auch als der nördlichste Berg Bayerns und wurde bekannt durch den Aussichtsturm Thüringer Warte. Der erste Turm an dieser Stelle wurde durch den Thüringer Industriepionier Franz Itting gestiftet und trug auch dessen Namen. Die hügelartige Bergkuppe ist mit einzelstehenden Nadelbäumen bewachsen.
Der Name des Berges geht auf das Kleinadelsgeschlecht der Herren von Ratzenberg (Ratzenberger) zurück, die den unteren Siedelhof zu Zopten seit dem frühen 15. Jahrhundert besaßen.